# Любоч
Любоч (пол. Lubocz) — село в Польщі, у гміні Жечиця Томашовського повіту Лодзинського воєводства.
Населення — 277 осіб (2011).
У 1975-1998 роках село належало до Пйотрковського воєводства.

## Демографія
Демографічна структура станом на 31 березня 2011 року:
|          | Загалом | Допрацездатний вік | Працездатний вік | Постпрацездатний вік |
| -------- | ------- | ------------------ | ---------------- | -------------------- |
| Чоловіки | 136     | 22                 | 90               | 24                   |
| Жінки    | 141     | 28                 | 67               | 46                   |
| Разом    | 277     | 50                 | 157              | 70                   |